# Stejaru, Tulcea
Stejaru este satul de reședință al comunei cu același nume din județul Tulcea, Dobrogea, România. În trecut s-a numit Eschibaba și Karapelit.